# سکوملین

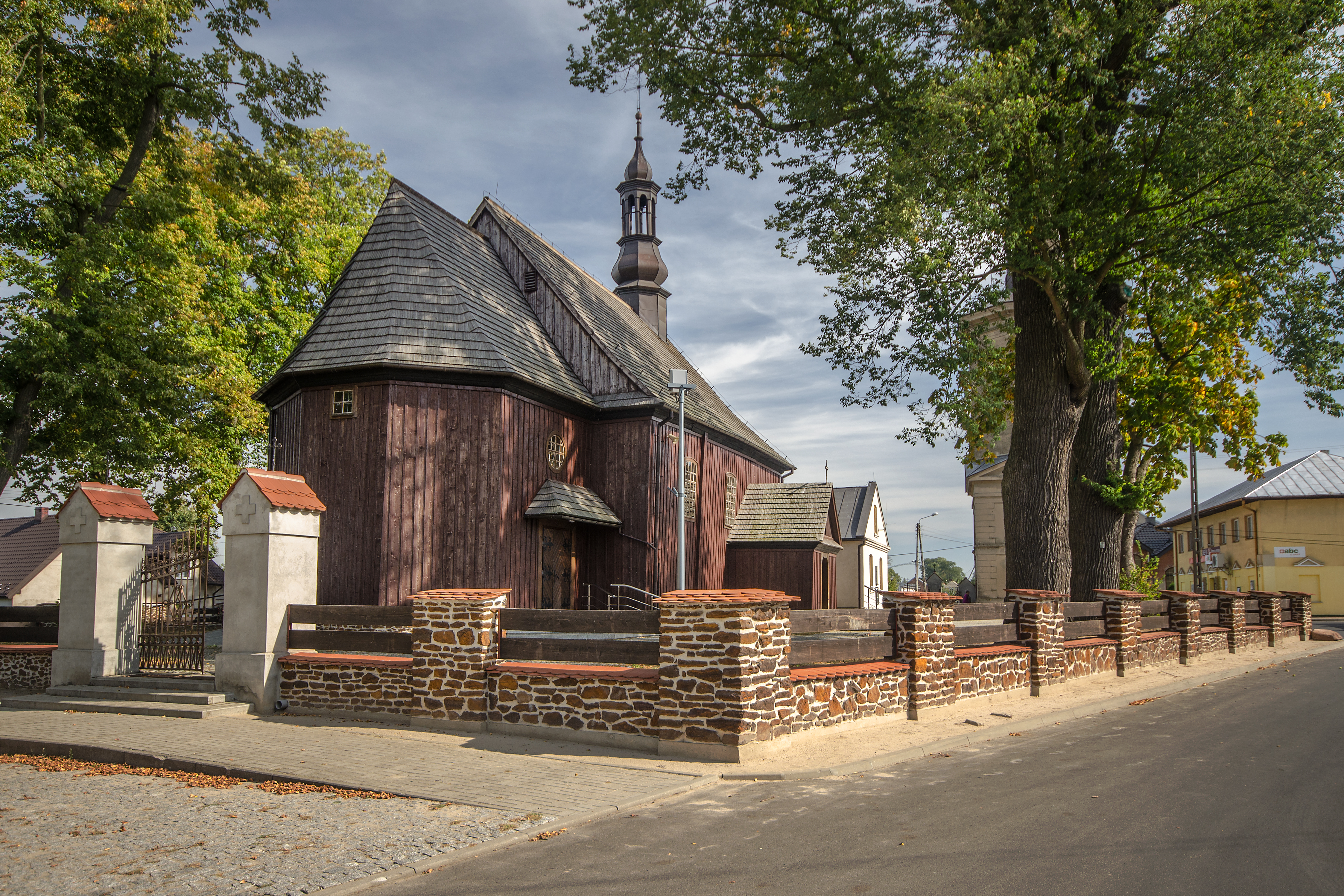
سکوملین

سکوملین (به لهستانی:  Skomlin) یک روستا در لهستان است که در گمینا سکوملین واقع شده‌است. سکوملین ۱٬۶۵۶ نفر جمعیت دارد.